# Stictopisthus cariniferus
Stictopisthus cariniferus är en stekelart som först beskrevs av Pierre L. G. Benoit 1955.  Stictopisthus cariniferus ingår i släktet Stictopisthus och familjen brokparasitsteklar. Inga underarter finns listade i Catalogue of Life.